# Spelunky
Spelunky (от англ. to spelunk — исследовать пещеры) — инди-игра в жанре 2D action-adventure с элементами roguelike. Версия 1.0 выпущена 1 сентября 2009 года на PC одновременно с анонсом Xbox Live Arcade-версии игры, а версия 1.1 выпущена одновременно с выпуском исходных кодов игры — 25 декабря 2009 года. Позже игра была переиздана с переработанной графикой на Microsoft Windows, Xbox 360, PlayStation Vita, PlayStation 3.

## Игровой процесс
Игрок управляет искателем приключений, который исследует пещеры, собирает сокровища, а также спасает девушек, оказавшихся в беде. Целью игры является сбор золота, при этом следует не допускать смерти главного героя.
Игровые уровни случайно генерируются при каждом запуске игры.
Spelunky в значительной степени основывается на визуальном стиле, персонажах, элементах игры и общей механики таких игр, как Spelunker (1983 год), а также Crystal Caves (1991 год) и La-Mulana (2005 год).

## Оценки и мнения
| Сводный рейтинг      | Сводный рейтинг |
| Агрегатор            | Оценка |
| -------------------- | --- |
| GameRankings         | (X360) 86,03 % (PS Vita) 87,50 % |
| Metacritic           | (PC) 90/100 (PS Vita) 88/100 (Xbox 360) 87/100 (PS3) 83/100 (Switch) 82/100                                                                           |
| Награды              | |
| Издание              | Награда |
| Rock, Paper, Shotgun | Рейтинг лучших свободных игр всех времён на персональных компьютерах (2016), 1-е место Рейтинг лучших кооперативных игр всех времён (2018), 7-е место |

Игра получила преимущественно положительные отзывы. На сайте-агрегаторе Metacritic средняя оценка игры составляет 90 из 100 на основе 9 обзоров для платформы PC, 88 из 100 на основе 14 обзоров для платформы PlayStation Vita, 87 из 100 на основе 54 обзоров для платформы Xbox 360, 83 из 100 на основе 8 обзоров для платформы PS3, 82 из 100 на основе 6 обзоров для платформы Nintendo Switch.
В 2016 году издание Rock, Paper, Shotgun поставило Spelunky на 1-е место своего рейтинга лучших бесплатных игр всех времён для персональных компьютеров. В 2018-м году то же издание поставило игру на 7-е место среди лучших кооперативных игр всех времён.
Летом 2018 года, благодаря уязвимости в защите Steam Web API, стало известно, что точное количество пользователей сервиса Steam, которые играли в игру хотя бы один раз, составляет 906 689 человек.

## Другие версии игры
После того, как исходные коды были открыты, игровое сообщество сделало несколько версий игры, среди которых Black and White Spelunky, Tastes Like Spelunky (позволяет играть плотоядным растением), Shopkeeper Spelunky (где игрок должен играть продавцом), Basketball Spelunky (позволяет играть в баскетбол), Spelunky Potion Mode и Crowded Spelunky.
Также Spelunky является разблокируемым персонажем в игре Super Meat Boy.